# Lappskolan, Gällivare
Lappskolan i Gällivare var en folkskola för samer verksam mellan 1756 och 1912. Skolan var belägen på nuvarande Kaitumvägen 6, invid prästgården och Gällivare gamla kyrka på Vassaraälvens strand, i Gällivare. Idag fungerar byggnaden som kyrkohärbärge. 
Skolbyggnaden började uppföras 1754 och skolan togs i bruk 1756. Den förste läraren, tillika föreståndaren var den blivande kyrkoherden i Gällivare församling, Johan Björkman. Skolan hade sex elever per skolår, vars kost, logi och kläder bekostades av staten. Vanligen varade undervisningen i två år, men i vissa fall tre år. Undervisningen skedde på samiska, svenska och finska och inräknade läsning, skrivning och kristendomskunskap. Som skolböcker användes bland annat Luthers lilla katekes (på samiska), Evangelieboken, ABC-boken, psalmboken, Svebelii förklaringar och Luthers postilla.
Eleverna var i regel mellan 8 och 15 år vid inskrivningen, även om det fanns elever i åldrarna 6 och 25 år. Huvudsakligen var eleverna hemmahörande i Kaitum, Sjokksjokk, Hakkasvaara (Hakkas), Ullatti, Saivo, Vettasjärvi, Neitisuando, Kilvo och Abborträsk. Trots att skolan höll god kvalitet var det svårt att få välbärgade familjer att skicka barnen till skolan. Åren 1756–1850 hade skolan sammanlagt 386 elever; av dem var det endast 86 som inte fullföljde undervisningen och de flesta studerade vid skolan i två år.
Idag kallas platsen för skolbyggnaden "Lapphärbärget" och används bland annat som kyrkans sommarcafé.

## Skolmästare[8]
- 1755–1758: Johan Björkman
- 1758–1768: Nils Sundelin
- 1768–1772: Carl Johan Fjellström
- 1772–1804: Johan Dynesius
- 1804–1828: Lars Salomon Engelmark
- 1828–1846: Gustaf Engelmark
- 1846–1848: Gustaf Westerlund
- 1848–1855: Johan Laestadius
- 1856–1866: Fredrik Engelmark
- 1866–1870: Carl Michael Stenborg
- 1870–1879: Anders Marcus Sortelius
- 1879–1907: Oskar Daniel Engelmark
- 1907–1914: Valter Engelmark